# Carl Van Vechten
Carl Van Vechten (Cedar Rapids, Iowa, 17. lipnja 1880. - New York, New York, 21. prosinca 1964.), američki pisac i fotograf, pokrovitelj Harlemske renesanse i književni izvršitelj Gertrude Stein.
Srednju školu i maturu položio je u Washingtonu, a fakultet u Chicagu. 1906. godine seli u New York gdje se zaposlio kao pomoćni glazbeni kritičar u New York Timesu. Po povratku iz Europe, gdje je istraživao operu, postaje prvi kritičar modernog plesa. Objavio je nekoliko knjiga eseja o raznim temama, a od 1922. do 1930. objavljeno je sedam njegovih romana, od kojih je najpoznatiji i najkontroverzniji "Crnački raj". Od 1915. do 1932. objavio je 19 djela.
Nakon književnog uspjeha, počinje se baviti fotografijom, te je fotografirao mnoge književnike, glumce, pjevače i svakoga koji je u tom razdoblju nešto značio. S Gertrude Stein upoznao se u Europi, a nastavili su se dopisivati do kraja njenog života. Oporučno je imenovala Carla kao njenog književnog izvršitelja, a on se pobrinuo da se tiskaju njeni neobjavljeni radovi.
Iako se dva puta ženio nije imao djece, a neke njegove bilješke objavljene 25 godina nakon njegove smrti, otkrivaju njegovu sklonosti prema homoseksualnosti.